# Cornus elliptica
Cornus elliptica är en kornellväxtart som först beskrevs av Pojarkova, och fick sitt nu gällande namn av Q. Y. Xiang och Boufford. Cornus elliptica ingår i släktet korneller, och familjen kornellväxter. Inga underarter finns listade i Catalogue of Life.

## Bildgalleri

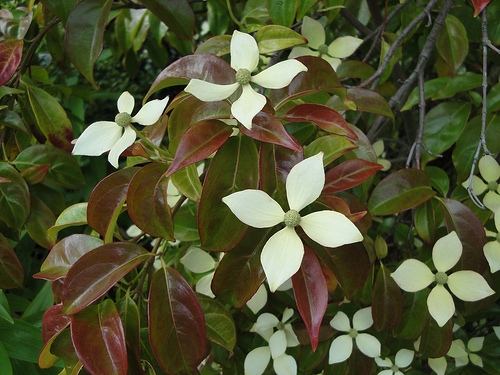
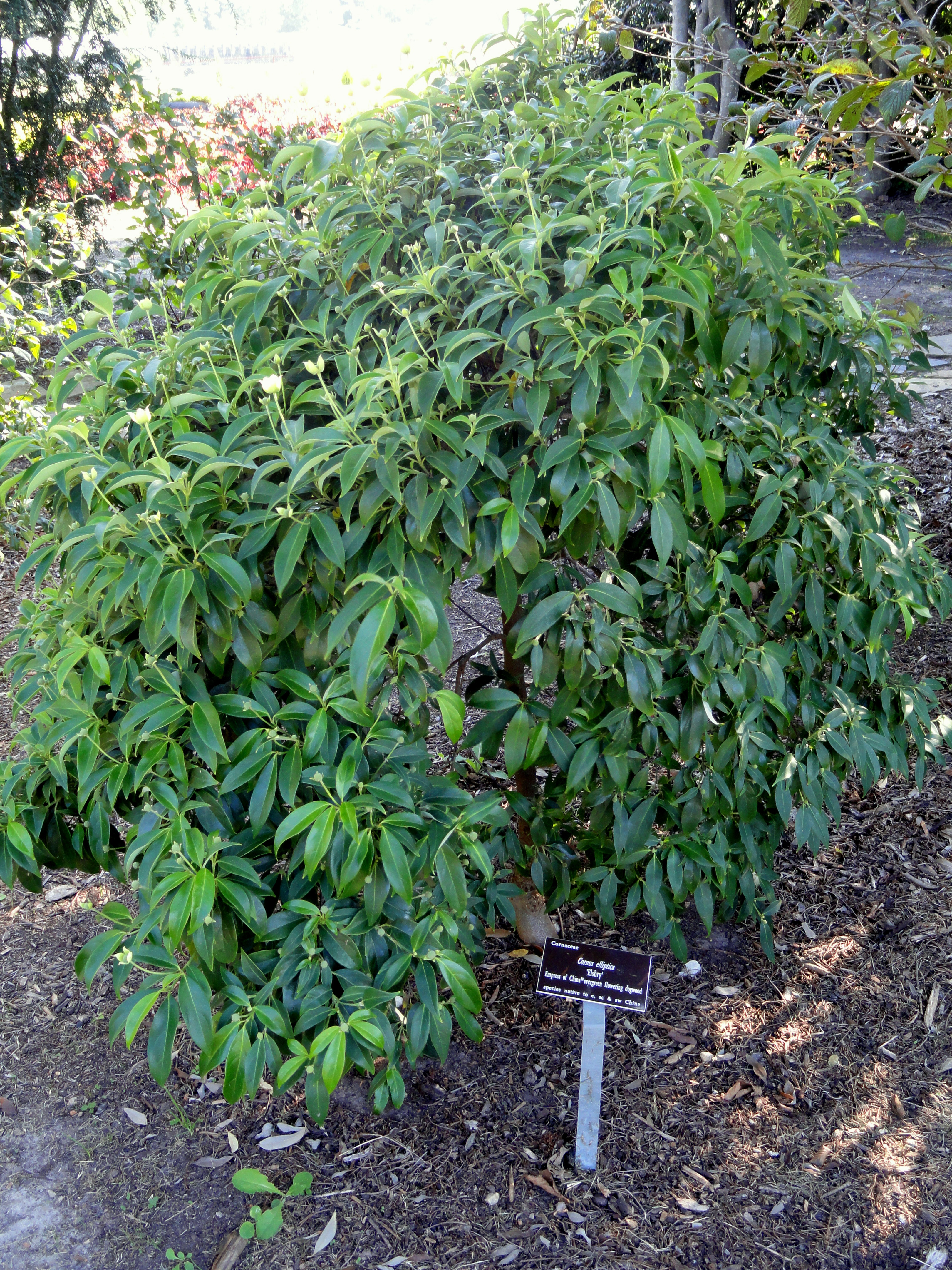
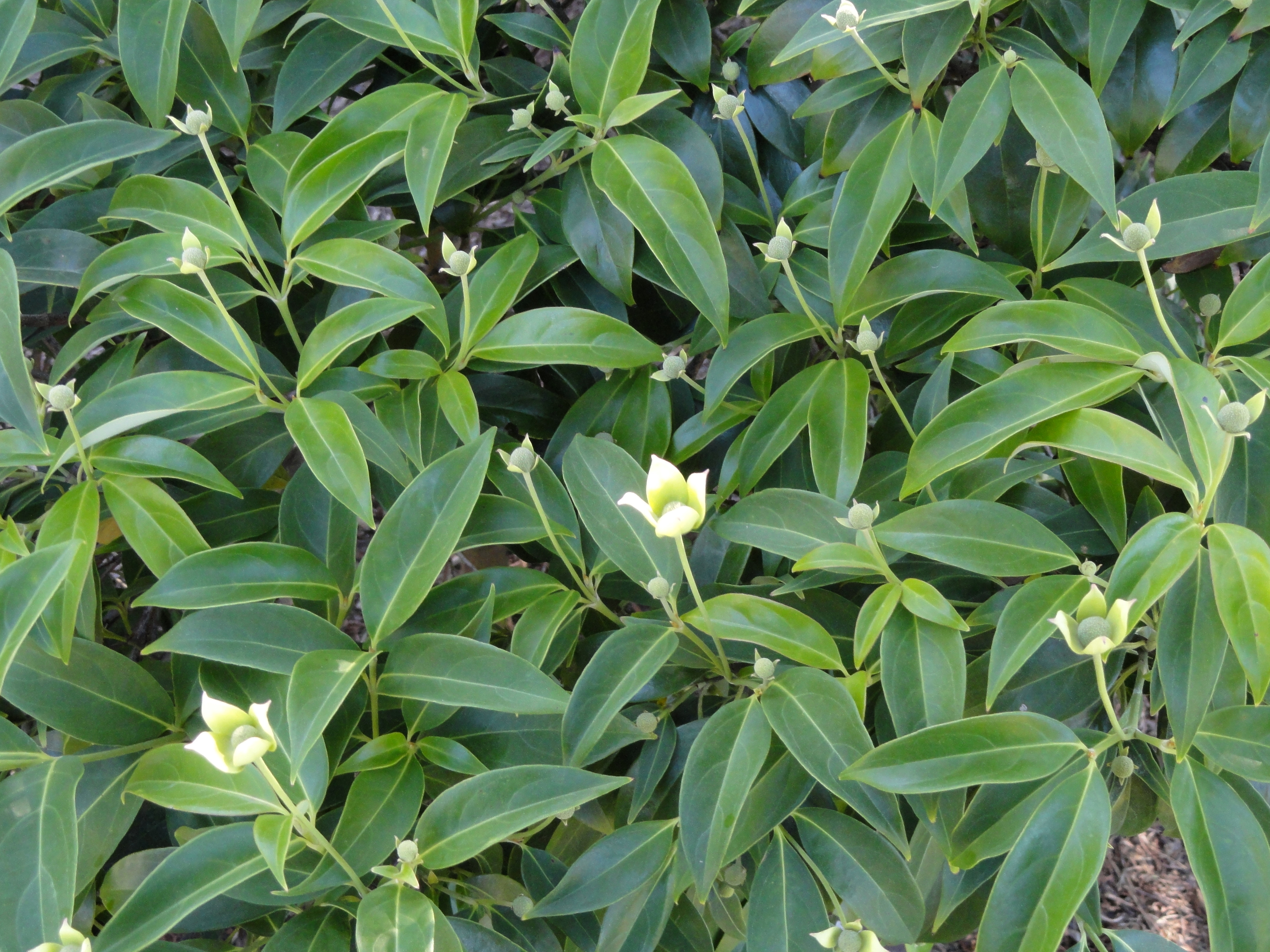